# Tuberochernes aalbui
Tuberochernes aalbui är en spindeldjursart som beskrevs av William B. Muchmore 1997. Tuberochernes aalbui ingår i släktet Tuberochernes och familjen blindklokrypare. Inga underarter finns listade i Catalogue of Life.